# Ophidiaster hemprichi
Ophidiaster hemprichi is een zeester uit de familie Ophidiasteridae.
De wetenschappelijke naam van de soort werd in 1842 gepubliceerd door Johannes Peter Müller & Franz Hermann Troschel.